# Varnavinói járás

A Varnavinói járás a Nyizsnyij Novgorod-i területen

A Varnavinói járás (oroszul Варнавинский район) Oroszország egyik járása a Nyizsnyij Novgorod-i területen. Székhelye Varnavino.

## Népesség
- 1989-ben 15 130 lakosa volt.
- 2002-ben 15 867 lakosa volt, melynek 97,6%-a orosz, 0,8%-a ukrán, 0,3%-a fehérorosz, 0,3%-a tatár, 0,1%-a mari.
- 2010-ben 13 366 lakosa volt, melynek 97,7%-a orosz.